# Pinar de Láchar
El Pinar de Láchar (popularmente conocido como Los Pinos) es un espacio natural protegido situado en el municipio español de Láchar, provincia de Granada. Cuenta con 45,23 ha distribuidas dos mitades: una junto al núcleo de Láchar y la otra en Peñuelas. Su extensión de pinares acoge durante todo el año a especies autóctonas.

## Historia
En el año 1965 se incendió la parte norte, que tuvo que ser reforestada. El Ayuntamiento de Láchar también reforestó en 2005 una zona en la que no había ningún ejemplar.

## Clima
El Pinar posee un clima de tipo mediterráneo continentalizado.

## Flora

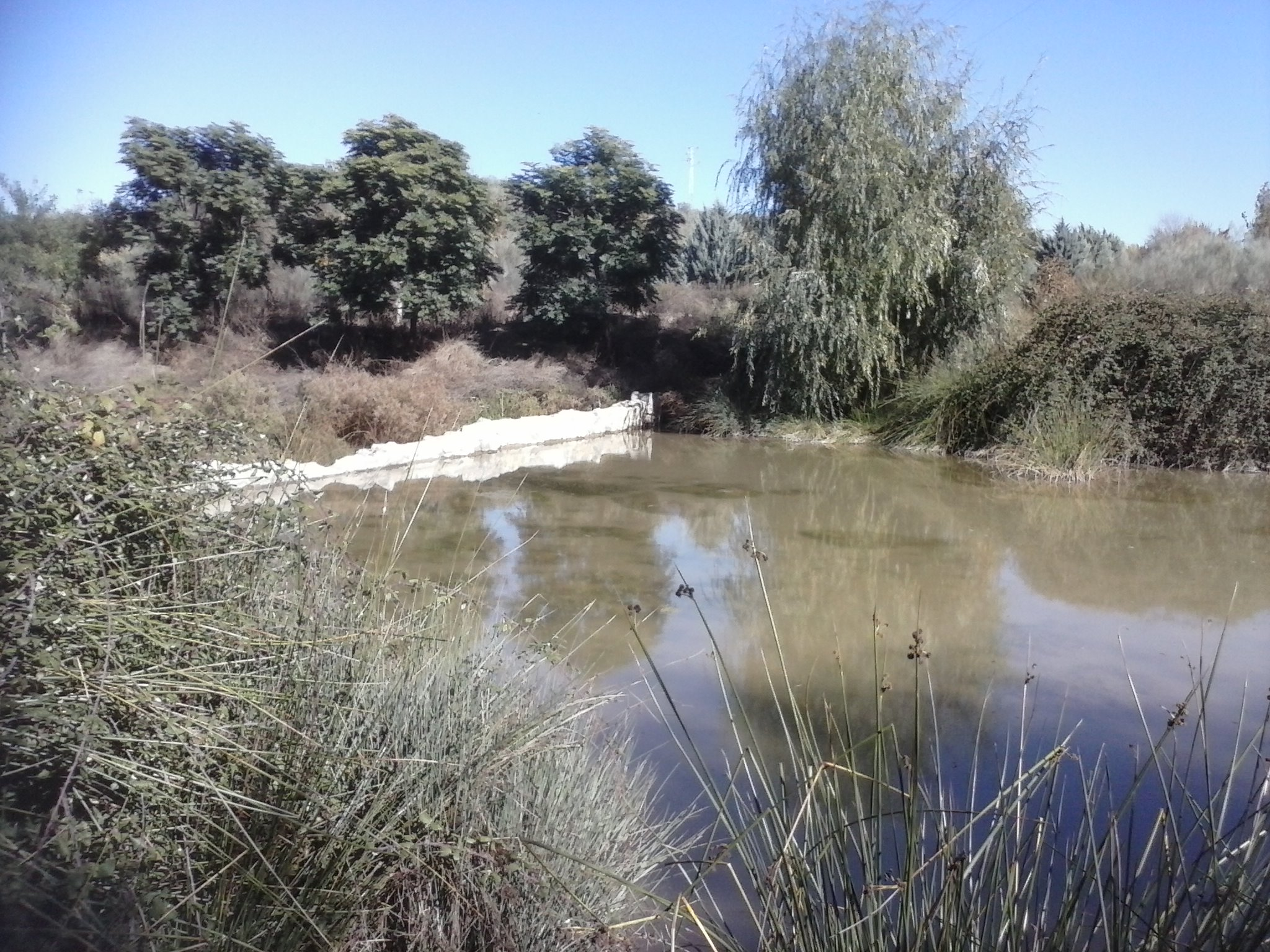
Presa de los pinos de Láchar

Hay muchas especies: como el pino, orquídeas silvestres y arbustos; las especies del espacio son el pino carrasco, la retama, el esparto y el espárrago silvestre.
Los tipos de orquídeas silvestres son: Anacamptis, Androrchis, Barlia, Coeloglossum, Dactylorhiza, Himantoglossum, Neotinea, Platanthera. También, hay plantas florecientes, como la lavanda, el tomillo y  varios tipos de setas.

## Fauna

### Aves
Las especies que habitan en el espacio son gorriones, palomas y dos especies autóctonas la perdiz roja y la codorniz.

### Mamíferos
Destacan el jabalí, murcíelago, ratón, conejo de campo y ardillas.

## Romería Patronal de San Isidro
El sábado más cercano al 15 de mayo se celebra en esta zona la romería popular en honor a San Isidro Labrador, santo patrón del municipio, a la cual asisten los lugareños y foráneos de localidades cercanas para pasar toda la jornada en el campo.